# Grant Fisher
Pour les articles homonymes, voir Fisher.
Grant Fisher (né le 22 avril 1997 à Calgary) est un athlète américain, spécialiste des courses de fond.

## Biographie
Deuxième des sélections olympiques américaines d'athlétisme 2020, en juin 2021, il participe au 10 000 mètres des Jeux olympiques de 2020 à Tokyo, se classant cinquième de la finale. Il se qualifie pour la finale du 5 000 mètres masculin aux Jeux olympiques d'été de 2020 et termine neuvième de celle-ci avec un temps de 13 minutes 08 secondes et 40 centièmes.
Le 6 mars 2022 à San Juan Capistrano, Grant Fisher devient le septième meilleur performeur de tous les temps sur 10 000 m en parcourant la distance en 26 min 33 s 84, établissant un nouveau record d'Amérique du Nord, d'Amérique centrale et des Caraïbes.
En août il court le 3 000 mètres en 7 min 28 s 48 à Monaco, un record continental qui améliore les 7 min 29 s 00 de Bernard Lagat qui dataient de 2010. 
Il porte son record à 7 min 25 s 47 au meeting Prefontaine Classic le 17 septembre 2023.
Le 14 février 2025, il améliore le record des Amériques du 5 000 mètres en réalisant 12 min 44 s 09.

## Palmarès

### International
| Date | Compétition           | Lieu   | Résultat | Épreuve  | Temps          |
| ---- | --------------------- | ------ | -------- | -------- | -------------- |
| 2021 | Jeux olympiques       | Tokyo  | 5e       | 10 000 m | 27 min 46 s 39 |
| 2021 | Jeux olympiques       | Tokyo  | 9e       | 5 000 m  | 13 min 08 s 40 |
| 2022 | Championnats du monde | Eugene | 4e       | 10 000 m | 27 min 28 s 14 |
| 2022 | Championnats du monde | Eugene | 6e       | 5 000 m  | 13 min 11 s 65 |
| 2023 | Ligue de diamant      | Eugene | 3e       | 3 000 m  | 7 min 25 s 47  |
| 2023 | Ligue de diamant      | Zurich | 3e       | 5 000 m  | 12 min 54 s 49 |
| 2024 | Jeux olympiques       | Paris  | 3e       | 5 000 m  | 13 min 15 s 13 |
| 2024 | Jeux olympiques       | Paris  | 3e       | 10 000 m | 26 min 43 s 46 |

### National
- Championnats des États-Unis d'athlétisme
  - vainqueur du 5 000 m en 2022

## Records personnels
| Épreuve       | Performance         | Lieu                | Date            |
| ------------- | ------------------- | ------------------- | --------------- |
| 1 500 mètres  | 3 min 34 s 90       | New York            | 9 juin 2024     |
| 3 000 mètres  | 7 min 22 s 91 (AR)  | New York            | 8 février 2025  |
| 5 000 mètres  | 12 min 44 s 09 (AR) | Boston              | 14 février 2025 |
| 10 000 mètres | 26 min 33 s 84 (AR) | San Juan Capistrano | 6 mars 2022     |